# چلییه (لایکوواتس)
چلییه (به صربی: Ćelije) یک روستا در صربستان است که در لایکوواتس واقع شده‌است.